# فرقة بانزر 26 (الفيرماخت)
فرقة المشاة 23 الألمانية ( 23. فرقة المشاة )، في وقت لاحق فرقة بانزر 26، كانت وحدة عسكرية خلال الحرب العالمية الثانية. تم تنظيمها على طول الخطوط القياسية لفرق المشاة الألمانية. كانت غير آلية وتعتمد على عربات تجرها الخيول لتنقلها. حملت الوحدة لقب Grenadierkopf.
شاركت فرقة المشاة الثالثة والعشرون في غزو بولندا عام 1939 كجزء من المكون الاحتياطي للجيش الرابع. قاد الفرقة والتر غراف فون بروكدورف-أيلفيلدت، وتألف من فوج المشاة 9 و67 و68.

## القادة
- جينيرال لوتنانت إرنست بوش ، إنشاء - 4 فبراير 1938
- جنرال دير إنفانتري والتر جراف فون بروكدورف-أهلفيلدت، 4 فبراير 1938 - 1 يونيو 1940
- جينيرال لوتنانت Heinz Hellmich ، 1 يونيو 1940 - 17 يناير 1942
- جينيرال لوتنانت Curt Badinski ، 17 يناير 1942 - 9 يوليو 1942